# One penny red
O One penny red, emitido em 1841, veio substituir o one penny black e continuou como o principal selo do Reino Unido até 1879. Esta mudança de cor deveu-se à dificuldade de se ver o carimbo no selo de cor negra.
Durante a sua vida teve apenas pequenas mudanças na sua impressão e desenho. Contudo em 1850 passou a ser denteado, pois até então os selos eram separados com tesoura.
Em janeiro de 1855, o tamanho da perfuração foi alterado de 16 para 14, pois verificou-se que as folhas estavam se separando com facilidade.
O tamanho reduzido permitiu que as folhas permanecessem intactas até que a pressão fosse aplicada para forçar a separação.